# Kintana
Kintana é um gênero de traça pertencente à família Arctiidae.